# Offenbacher Fußball-Club Kickers 1901 2012-2013
Questa voce raccoglie le informazioni riguardanti l'Offenbacher Fußball-Club Kickers 1901 nelle competizioni ufficiali della stagione 2012-2013.

## Stagione
Nella stagione 2012-2013 il Kickers Offenbach, allenato da Arie van Lent e Rico Schmitt, concluse il campionato di 3. Liga al 15º posto e retrocesse in Regionalliga. In Coppa di Germania il Kickers Offenbach fu eliminato ai quarti di finale dal Wolfsburg.

## Rosa
| N. |                                 | Ruolo | Calciatore            |
| -- | ------------------------------- | ----- | --------------------- |
| 1  | Germania (bandiera)             | P     | Yannic Horn           |
| 2  | Germania (bandiera)             | D     | Maximilian Ahlschwede |
| 3  | Germania (bandiera)             | D     | Marc Stein            |
| 4  | Germania (bandiera)             | D     | Markus Husterer       |
| 5  | Germania (bandiera)             | D     | Stefan Kleineheismann |
| 6  | Germania (bandiera)             | C     | Matthias Schwarz      |
| 7  | Germania (bandiera)             | A     | Kai Hesse             |
| 8  | Bosnia ed Erzegovina (bandiera) | C     | Sead Mehic            |
| 9  | Germania (bandiera)             | A     | Thomas Rathgeber      |
| 10 | Germania (bandiera)             | C     | Julius Reinhardt      |
| 11 | Germania (bandiera)             | A     | Mathias Fetsch        |
| 13 | Germania (bandiera)             | D     | Christopher Lamprecht |
| 14 | Germania (bandiera)             | C     | Lars Bender           |
| 15 | Germania (bandiera)             | C     | Theo Vogelsang        |

| N. |                     | Ruolo | Calciatore         |
| -- | ------------------- | ----- | ------------------ |
| 16 | Germania (bandiera) | P     | Daniel Endres      |
| 17 | Germania (bandiera) | D     | Stefano Maier      |
| 18 | Germania (bandiera) | C     | Daniel Henrich     |
| 19 | Germania (bandiera) | C     | Nicolas Feldhahn   |
| 20 | Germania (bandiera) | C     | Jannik Sommer      |
| 21 | Germania (bandiera) | C     | Marcel Avdić       |
| 22 | Germania (bandiera) | D     | Daniel Dziwniel    |
| 23 | Germania (bandiera) | D     | Marcel Lenz        |
| 24 | Germania (bandiera) | A     | Fabian Bäcker      |
| 25 | Germania (bandiera) | D     | Jan Washausen      |
| 26 | Germania (bandiera) | A     | Marcel Mosch       |
| 27 | Germania (bandiera) | C     | Sascha Korb        |
| 28 | Germania (bandiera) | P     | Robert Wulnikowski |
| 30 | Germania (bandiera) | A     | Stefan Vogler      |

## Organigramma societario
Area tecnica
- Allenatore: Rico Schmitt
- Allenatore in seconda: Alexander Conrad
- Preparatore dei portieri: René Keffel
- Preparatori atletici:

## Calciomercato

### Sessione estiva
| Acquisti | Acquisti         | Acquisti                  | Acquisti |
| R.       | Nome             | da                        | Modalità |
| -------- | ---------------- | ------------------------- | -------- |
| C        | Marcel Avdić     | Unterhaching              |          |
| A        | Fabian Bäcker    | Borussia M'gladbach II    |          |
| A        | Mathias Fetsch   | Eintracht Braunschweig    |          |
| P        | Yannic Horn      | Eintracht Francoforte U19 |          |
| A        | Marcel Mosch     | Kickers Offenbach U19     |          |
| C        | Julius Reinhardt | Eintracht Braunschweig    |          |

| Cessioni | Cessioni          | Cessioni                 | Cessioni |
| R.       | Nome              | a                        | Modalità |
| -------- | ----------------- | ------------------------ | -------- |
| D        | Stefano Cincotta  | Lugano                   |          |
| C        | Elton da Costa    | Darmstadt                |          |
| C        | André Fliess      | Eintracht Francoforte II |          |
| C        | Markus Hayer      | Saarbrücken              |          |
| C        | Baris Odabas      | Bayern Alzenau           |          |
| A        | Amir Shapourzadeh | Sportfreunde Lotte       |          |
| D        | Christian Telch   | Rot-Weiss Essen          |          |
| A        | Pascal Testroet   | Arminia Bielefeld        |          |

### Sessione invernale
| Acquisti | Acquisti       | Acquisti               | Acquisti |
| R.       | Nome           | da                     | Modalità |
| -------- | -------------- | ---------------------- | -------- |
| C        | Theo Vogelsang | Jong Twente            |          |
| D        | Jan Washausen  | Eintracht Braunschweig |          |

| Cessioni | Cessioni   | Cessioni | Cessioni |
| R.       | Nome       | a        | Modalità |
| -------- | ---------- | -------- | -------- |
| C        | André Hahn | Augusta  |          |

## Risultati

### 3. Liga

#### Girone di andata
| Arbitro: | Dietz |

|              |           |  |
| Hartmann 62’ | Marcatori |  |

| Arbitro: | Osmers |

|            |           |                                       |
| Fetsch 64’ | Marcatori | 20’ Schwenk 52’ Benyamina 61’ Hemlein |

| Arbitro: | Fischer |

|                          |           |  |
| Staffeldt 29’ Zoller 38’ | Marcatori |  |

| Arbitro: | Rohde |

|               |           |                             |
| Rathgeber 56’ | Marcatori | 2’ Klos 4’ Hille 86’ Appiah |

| Arbitro: | Beitinger |

|            |           |                             |
| Pozder 80’ | Marcatori | 5’, 35’ Fetsch 47’ Husterer |

| Arbitro: | Blos |

|                                  |           |  |
| Feldhahn 34’ Lenz 47’ Fetsch 78’ | Marcatori |  |

| Arbitro: | Aarnink |

|                      |           |                                   |
| Lerandy 65’ Maek 82’ | Marcatori | 28’ (aut.) Stegerer 32’ Reinhardt |

| Arbitro: | Schmidt |

|                      |           |  |
| Rathgeber 71’ (rig.) | Marcatori |  |

| Arbitro: | Weiner |

|                  |           |                |
| Mehic 58’ (rig.) | Marcatori | 77’ Çalhanoğlu |

| Arbitro: | Stein |

|             |           |           |
| Möhwald 26’ | Marcatori | 53’ Mehic |

| Arbitro: | Gerach |

|                          |           |  |
| Hahn 30’, 89’ Vogler 87’ | Marcatori |  |

| Arbitro: | Steinhaus-Webb |

|  |           |                               |
|  | Marcatori | 25’, 55’ Fetsch 28’ Rathgeber |

| Arbitro: | Heft |

|                                                          |           |                   |
| Fetsch 15’ Husterer 66’, 83’ Rathgeber 75’ Reinhardt 87’ | Marcatori | 3’ Kragl 20’ Groß |

| Arbitro: | Wingenbach |

|                 |           |                           |
| Taylor 39’, 42’ | Marcatori | 24’, 86’ (rig.) Rathgeber |

| Offenbach am Main 27 ottobre 2012, ore 14:00 CEST 15ª giornata | Kickers Offenbach | 0 – 0 referto | Chemnitz | Sparda-Bank-Hessen-Stadion (5 895 spett.)\| Arbitro: \| Steinberg \| |
| Arbitro:                                                       | Steinberg         |               |          |                                                                      |

| Arbitro: | Sippel |

|             |           |  |
| Behrens 45’ | Marcatori |  |

| Arbitro: | Schriever |

|                 |           |              |
| Vogler 41’, 47’ | Marcatori | 86’ Albrecht |

| Arbitro: | Dietz |

|                |           |                      |
| Ivana 21’, 34’ | Marcatori | 56’ (rig.) Rathgeber |

| Arbitro: | Göpferich |

|  |           |         |
|  | Marcatori | 6’ Weil |

#### Girone di ritorno
| Arbitro: | Dittrich |

|  |           |          |
|  | Marcatori | 90’ Mast |

| Arbitro: | Stegemann |

|                      |           |  |
| Benyamina 78’ (rig.) | Marcatori |  |

| Arbitro: | Hartmann |

|            |           |                                                 |
| Fetsch 25’ | Marcatori | 23’, 75’ Manno 35’ Piossek 87’ Zoller 88’ Thiel |

| Arbitro: | Siebert |

|                               |           |           |
| Klos 16’ Hornig 55’ Hille 75’ | Marcatori | 11’ Avdić |

| Arbitro: | Valentin |

|                    |           |            |
| Kleineheismann 79’ | Marcatori | 85’ Pozder |

| Dortmund 17 aprile 2013, ore 18:00 CEST 25ª giornata | Borussia Dortmund II | 0 – 0 referto | Kickers Offenbach | Stadio Rote Erde (2 054 spett.)\| Arbitro: \| Schmickartz \| |
| Arbitro:                                             | Schmickartz          |               |                   |                                                              |

| Arbitro: | Christ |

|                       |           |  |
| Fetsch 2’ (rig.), 22’ | Marcatori |  |

| Burghausen 26 marzo 2013, ore 19:00 CET 27ª giornata | Wacker Burghausen | 0 – 0 referto | Kickers Offenbach | Wacker-Arena (1 800 spett.)\| Arbitro: \| Kampka \| |
| Arbitro:                                             | Kampka            |               |                   |                                                     |

| Arbitro: | Dankert |

|                               |           |              |
| van der Biezen 37’ Alibaz 71’ | Marcatori | 74’ Feldhahn |

| Arbitro: | Storks |

|  |           |            |
|  | Marcatori | 54’ Tunjić |

| Arbitro: | Osmers |

|  |           |                               |
|  | Marcatori | 20’ Bäcker 59’ Kleineheismann |

| Arbitro: | Alt |

|              |           |  |
| Reinhardt 8’ | Marcatori |  |

| Potsdam 6 aprile 2013, ore 14:00 CEST 32ª giornata | Babelsberg | 0 – 0 referto | Kickers Offenbach | Stadio Karl Liebknecht (2 174 spett.)\| Arbitro: \| Thomsen \| |
| Arbitro:                                           | Thomsen    |               |                   |                                                                |

| Arbitro: | Leicher |

|  |           |             |
|  | Marcatori | 59’ Nəzərov |

| Arbitro: | Storks |

|                         |           |  |
| Wachsmuth 76’ Wilke 90’ | Marcatori |  |

| Arbitro: | Gagelmann |

|  |           |                             |
|  | Marcatori | 36’ Zimmerman 82’ Steegmann |

| Arbitro: | Steinhaus-Webb |

|                         |           |                        |
| Weilandt 28’ Starke 62’ | Marcatori | 73’, 83’ (rig.) Fetsch |

| Arbitro: | Willenborg |

|             |           |  |
| Schwarz 60’ | Marcatori |  |

| Heidenheim an der Brenz 18 maggio 2013, ore 13:30 CEST 38ª giornata | Heidenheim | 0 – 0 referto | Kickers Offenbach | Voith-Arena (10 000 spett.)\| Arbitro: \| Dingert \| |
| Arbitro:                                                            | Dingert    |               |                   |                                                      |

### Coppa di Germania
| Arbitro: | Dingert |

|                                 |           |  |
| Rathgeber 28’ (rig.) Bender 90’ | Marcatori |  |

| Arbitro: | Gagelmann |

|                       |           |  |
| Fetsch 74’ Vogler 85’ | Marcatori |  |

| Arbitro: | Zwayer |

|                       |           |  |
| Fetsch 76’ Vogler 85’ | Marcatori |  |

| Arbitro: | Stark |

|          |           |                   |
| Lenz 81’ | Marcatori | 49’ Olić 71’ Dost |

## Statistiche

### Statistiche di squadra
| Competizione      | Punti | In casa | In casa | In casa | In casa | In casa | In casa | In trasferta | In trasferta | In trasferta | In trasferta | In trasferta | In trasferta | Totale | Totale | Totale | Totale | Totale | Totale | DR |
| Competizione      | Punti | G       | V       | N       | P       | Gf      | Gs      | G            | V            | N            | P            | Gf           | Gs           | G      | V      | N      | P      | Gf     | Gs     | DR |
| ----------------- | ----- | ------- | ------- | ------- | ------- | ------- | ------- | ------------ | ------------ | ------------ | ------------ | ------------ | ------------ | ------ | ------ | ------ | ------ | ------ | ------ | -- |
| 3. Liga           | 44    | 19      | 8       | 3       | 8       | 23      | 22      | 19           | 3            | 8            | 8            | 18           | 22           | 38     | 11     | 11     | 16     | 41     | 44     | -3 |
| Coppa di Germania | -     | 4       | 3       | 0       | 1       | 7       | 2       | 0            | 0            | 0            | 0            | 0            | 0            | 4      | 3      | 0      | 1      | 7      | 2      | +5 |
| Totale            | 44    | 23      | 11      | 3       | 9       | 30      | 24      | 19           | 3            | 8            | 8            | 18           | 22           | 42     | 14     | 11     | 17     | 48     | 46     | +2 |

### Andamento in campionato
| Giornata  | 1  | 2  | 3  | 4  | 5  | 6  | 7  | 8  | 9  | 10 | 11 | 12 | 13 | 14 | 15 | 16 | 17 | 18 | 19 | 20 | 21 | 22 | 23 | 24 | 25 | 26 | 27 | 28 | 29 | 30 | 31 | 32 | 33 | 34 | 35 | 36 | 37 | 38 |
| --------- | -- | -- | -- | -- | -- | -- | -- | -- | -- | -- | -- | -- | -- | -- | -- | -- | -- | -- | -- | -- | -- | -- | -- | -- | -- | -- | -- | -- | -- | -- | -- | -- | -- | -- | -- | -- | -- | -- |
| Luogo     | T  | C  | T  | C  | T  | C  | T  | C  | C  | T  | C  | T  | C  | T  | C  | T  | C  | T  | C  | C  | T  | C  | T  | C  | T  | C  | T  | T  | C  | T  | C  | T  | C  | T  | C  | T  | C  | T  |
| Risultato | P  | P  | P  | P  | V  | V  | N  | V  | N  | N  | V  | V  | V  | N  | N  | P  | V  | P  | P  | P  | P  | P  | P  | N  | N  | V  | N  | P  | P  | V  | V  | N  | P  | P  | P  | N  | V  | N  |
| Posizione | 19 | 20 | 20 | 20 | 19 | 17 | 17 | 14 | 14 | 14 | 12 | 9  | 8  | 9  | 10 | 10 | 9  | 11 | 11 | 12 | 12 | 14 | 14 | 15 | 15 | 12 | 13 | 13 | 17 | 14 | 13 | 13 | 14 | 15 | 15 | 15 | 15 | 15 |

Legenda:

Luogo: C = Casa; T = Trasferta. Risultato: V = Vittoria; N = Pareggio; P = Sconfitta.

### Statistiche dei giocatori
| Giocatore         | 3. Liga  | 3. Liga | 3. Liga     | 3. Liga    | Coppa di Germania | Coppa di Germania | Coppa di Germania | Coppa di Germania | Totale   | Totale | Totale      | Totale     |
| Giocatore         | Presenze | Reti    | Ammonizioni | Espulsioni | Presenze          | Reti              | Ammonizioni       | Espulsioni        | Presenze | Reti   | Ammonizioni | Espulsioni |
| ----------------- | -------- | ------- | ----------- | ---------- | ----------------- | ----------------- | ----------------- | ----------------- | -------- | ------ | ----------- | ---------- |
| M. Ahlschwede     | 34       | 0       | 2           | 0          | 2                 | 0                 | 0                 | 0                 | 36       | 0      | 2           | 0          |
| M. Avdić          | 13       | 1       | 0           | 0          | 1                 | 0                 | 0                 | 0                 | 14       | 1      | 0           | 0          |
| L. Bender         | 19       | 0       | 2           | 0          | 2                 | 1                 | 0                 | 0                 | 21       | 1      | 2           | 0          |
| F. Bäcker         | 27       | 1       | 2           | 0          | 2                 | 0                 | 0                 | 0                 | 29       | 1      | 2           | 0          |
| D. Dziwniel       | 10       | 0       | 1           | 0          | 1                 | 0                 | 0                 | 0                 | 11       | 0      | 1           | 0          |
| D. Endres         | 4        | 0       | 0           | 0          | 0                 | 0                 | 0                 | 0                 | 4        | 0      | 0           | 0          |
| N. Feldhahn       | 37       | 2       | 7           | 0          | 4                 | 0                 | 0                 | 0                 | 41       | 2      | 7           | 0          |
| M. Fetsch         | 36       | 12      | 5           | 0          | 4                 | 2                 | 0                 | 0                 | 40       | 14     | 5           | 0          |
| A. Hahn           | 11       | 2       | 3           | 1          | 2                 | 0                 | 1                 | 0                 | 13       | 2      | 4           | 1          |
| D. Henrich        | 0        | 0       | 0           | 0          | 0                 | 0                 | 0                 | 0                 | 0        | 0      | 0           | 0          |
| K. Hesse          | 3        | 0       | 0           | 0          | 0                 | 0                 | 0                 | 0                 | 3        | 0      | 0           | 0          |
| Y. Horn           | 0        | 0       | 0           | 0          | 0                 | 0                 | 0                 | 0                 | 0        | 0      | 0           | 0          |
| M. Husterer       | 19       | 3       | 6           | 0          | 3                 | 0                 | 1                 | 0                 | 22       | 3      | 7           | 0          |
| S. Kleineheismann | 28       | 2       | 3           | 0          | 4                 | 0                 | 1                 | 0                 | 32       | 2      | 4           | 0          |
| S. Korb           | 6        | 0       | 0           | 0          | 0                 | 0                 | 0                 | 0                 | 6        | 0      | 0           | 0          |
| C. Lamprecht      | 0        | 0       | 0           | 0          | 0                 | 0                 | 0                 | 0                 | 0        | 0      | 0           | 0          |
| M. Lenz           | 34       | 1       | 0           | 0          | 3                 | 1                 | 0                 | 0                 | 37       | 2      | 0           | 0          |
| S. Maier          | 1        | 0       | 0           | 0          | 0                 | 0                 | 0                 | 0                 | 1        | 0      | 0           | 0          |
| S. Mehic          | 23       | 2       | 5           | 0          | 4                 | 0                 | 0                 | 0                 | 27       | 2      | 5           | 0          |
| M. Mosch          | 4        | 0       | 0           | 0          | 0                 | 0                 | 0                 | 0                 | 4        | 0      | 0           | 0          |
| T. Rathgeber      | 35       | 7       | 4           | 2          | 4                 | 1                 | 0                 | 0                 | 39       | 8      | 4           | 2          |
| J. Reinhardt      | 35       | 3       | 2           | 0          | 4                 | 0                 | 0                 | 0                 | 39       | 3      | 2           | 0          |
| M. Schwarz        | 20       | 1       | 2           | 0          | 3                 | 0                 | 0                 | 0                 | 23       | 1      | 2           | 0          |
| J. Sommer         | 1        | 0       | 0           | 0          | 0                 | 0                 | 0                 | 0                 | 1        | 0      | 0           | 0          |
| M. Stein          | 35       | 0       | 8           | 0          | 4                 | 0                 | 0                 | 0                 | 39       | 0      | 8           | 0          |
| T. Vogelsang      | 5        | 0       | 2           | 0          | 0                 | 0                 | 0                 | 0                 | 5        | 0      | 2           | 0          |
| S. Vogler         | 30       | 3       | 2           | 0          | 3                 | 2                 | 0                 | 0                 | 33       | 5      | 2           | 0          |
| J. Washausen      | 14       | 0       | 2           | 1          | 0                 | 0                 | 0                 | 0                 | 14       | 0      | 2           | 1          |
| R. Wulnikowski    | 35       | 0       | 0           | 0          | 4                 | 0                 | 0                 | 0                 | 39       | 0      | 0           | 0          |